# Kjell A. Mattsson
Kjell Algot Mattsson, född 21 februari 1930 i Skee församling i Göteborgs och Bohus län, död 7 januari 2015 i Strömstads församling i Västra Götalands län, var en svensk centerpartistisk politiker och ämbetsman.

## Biografi
Mattsson studerade vid Sånga-Säby föreningsskola 1953–1954 och var innehavare av eget lantbruk i Skee från 1959. Han var centerpartistisk riksdagsledamot för Bohusläns valkrets 1971–1987, varefter han var generaldirektör och chef för Fiskeristyrelsen 1987–1989. Mattsson var landshövding i Göteborgs och Bohus län 1989–1995 och civilbefälhavare i Västra civilområdet 1992–1994.
Han var därtill styrelseordförande i Västerbygdens tidningsförening från 1959, i Norrvikens Skofabriks AB från 1965, i Skogargården AB från 1971, i Göteborgs-Kurirens Tidnings AB från 1976, i Ortstidningar i Väst AB från 1985, i Nordens Ark från 1991, i Göteborgs och Bohus läns distrikt av Föreningen Norden från 1992, i Adlerbertska fonderna från 1994, i Thordéns stiftelser från 1995 i Chalmers tekniska högskola 1994–1996 samt i Hvidtfeldtska stiftelsen, Prytz donationsfond, Göteborgs barnhus, Hembackastiftelsen, Göteborgs och Bohus läns hushållningssällskap och Felix Neuburghs stiftelse. Han var ordförande för Svenska Landsbygdens Ungdomsförbunds (SLU) avdelning i Skee 1950–1953 och för SLU:s distrikt i Bohuslän 1954–1959 samt var ledamot av SLU:s förbundsstyrelse 1958–1962. Han var ordförande för Centerpartiet i Skee 1954–1975 och styrelseledamot i partidistriktet Bohuslän från 1954, som vice ordförande 1954–1957 och som ordförande från 1977. Från 1959 var han ledamot av Centerpartiets förtroenderåd. År 1999 erhöll han Chalmersmedaljen.
Mattsson var ledamot av kommunalfullmäktige i Vette landskommun 1959–1966. Han var också ordförande i Kommunalnämnden 1956–1966, ordförande i Lönenämnden 1956–1966, ledamot av Polisnämnden 1957–1965 och ledamot av Familjebidragsnämnden 1960–1966.[källa behövs] Han var ledamot av styrelsen för stiftelsen Vettebostäder från 1967 (från 1969 som ordförande), verkställande ledamot av stiftelsen Vette Fritidscentrum 1963–1973 och ledamot av styrelsen för Bohuskommunernas Byggnadskontor. Mattsson var vidare ledamot av stadsfullmäktige i Strömstad 1967–1973 (som andre vice ordförande 1971–1973) samt ordförande i drätselkammaren 1967–1970 samt ledamot av valberedningen 1967–1970, ledamot av Trafiknämnden 1967–1970 och ledamot av Hamnstyrelsen 1968–1971. Därtill var Mattsson ledamot av Göteborgs och Bohus läns landsting 1959–1988, där han var ordförande i Näringsnämnden 1968–1982.
Kjell A. Mattsson var ledamot av länsarbetsnämnden i Göteborgs och Bohus län 1959–1976 samt ordförande från 1989. Han var ledamot av styrelsen för Rikspolisstyrelsen 1973–1987, av länsstyrelsen i Göteborgs och Bohus län 1974–1985 och av styrelsen för Statens planverk 1976–1979. Han var därtill ledamot och ordförande i många statliga utredningar.
Kjell A. Mattsson var son till lantbrukaren Matts Mattsson och Anna Mattsson, född Andersson. Han gifte sig 1957 med Barbro Wikenstedt (född 1937).